# Diego Ribas
Diego Ribas da Cunha (Ribeirão Preto, 28 de fevereiro de 1985), mais conhecido como Diego Ribas ou apenas Diego, é um comentarista e ex-futebolista brasileiro que atuava como meio-campista. Atualmente é comentarista na TV Globo.
Em 2020, em um ranking elaborado por especialistas dos jornais O Globo e Extra, figurou na 28.ª posição entre os maiores ídolos de futebol da história do Flamengo.

## Infância e juventude
Filho de Djair Ribas da Cunha e Cecília Inês Ribas da Cunha, Desde cedo, Diego mostrou que tinha talento para o futebol. Logo aos seis anos, começou a treinar no infantil do Comercial, clube de sua cidade, sendo destaque em diversos campeonatos municipais e regionais que disputou. O bom desempenho chamou a atenção do Paulistinha de São Carlos, que convidou o garoto, então com nove anos, para participar de torneios na Argentina e no Chile.
Dois anos após a primeira experiência internacional, Diego deu um passo definitivo para seguir carreira no futebol, passando a integrar os juniores do Santos Futebol Clube. Antes de chegar à Baixada Santista, ele teve a oportunidade de jogar no São Paulo, mas não se adaptou ao clube. Segundo suas palavras, "não se deu bem com a cidade, com as instalações e com os próprios garotos", permanecendo apenas dois dias na capital paulista.
Os problemas enfrentados no São Paulo não se repetiram no Santos, onde mesmo longe da família, que permaneceu em Ribeirão Preto, Diego conseguiu se estabelecer e trilhar seu caminho até o time profissional, colecionando títulos, gols e convocações para as seleções de base do Brasil. O sucesso precoce com uma das camisas mais tradicionais do futebol, a 10 de Pelé, transformou o meia numa grande esperança santista, cercado de expectativas sobre seu futuro.

## Carreira

### Santos
No início de 2002, com apenas 16 anos, Diego foi incorporado ao elenco profissional do Santos pelo técnico Celso Roth, permanecendo no time principal mesmo após a saída do treinador, quando a equipe passou a ser comandada por Emerson Leão. A reformulação iniciada no time profissional depois da chegada do ex-goleiro prestigiava os pratas da casa. Entre os jovens promissores, os de maior destaque eram o meia de Ribeirão Preto e seu parceiro, Robinho. Juntos, lideraram o Santos rumo a conquista do Campeonato Brasileiro daquela temporada, após uma primeira fase ruim, incluindo a polêmica do jogo contra o São Paulo, onde ele comemorou um dos gols da derrota por 3 a 2 pisando no escudo do time mandante, tirando o clube do jejum de 17 anos sem títulos importantes. De quebra, Diego tornou-se o campeão nacional mais novo da história, sendo também o vice artilheiro da equipe com 10 gols e eleito para a seleção do campeonato.
No ano seguinte, o camisa 10 santista teria novos desafios e passaria a sofrer maior cobrança. Jogando a Copa Libertadores da América, Diego guiou a equipe da Vila Belmiro até a final ao anotar quatro gols em 14 jogos, além de distribuir inúmeras assistências, que lhe renderam o prêmio de jogador mais criativo da competição.
Corria à época o Campeonato Brasileiro de 2003 e, depois de um início instável na torneio, o Santos foi se recuperando aos poucos, apoiado em seu principal organizador de jogadas. Embora na metade da competição o bi brasileiro parecesse um objetivo distante, o time conseguiu reduzir a diferença em relação ao líder Cruzeiro e seguiu com chances de título até as últimas rodadas, terminando em segundo lugar. Diego, naquele momento, já era presença constante na Seleção Brasileira.
Em 2004, o meia participou novamente de uma edição da Libertadores. Marcou quatro gols em nove jogos e ajudou o Santos a atingir as quartas-de-final. No Campeonato Brasileiro, sob orientação do técnico Vanderlei Luxemburgo, foi elevado ao posto de capitão da equipe. Disputou mais nove jogos e balançou as redes em outras quatro oportunidades, até ser convocado para a disputa da Copa América no Peru. Após o título com a Seleção Brasileira, em julho Diego foi contratado pelo Porto por 7 milhões de euros.

### Porto
Em agosto de 2004, Diego desembarcou em Portugal para ocupar a vaga deixada pelo luso-brasileiro Deco, ídolo portista que havia se transferido para o Barcelona. Recebido como a grande contratação da temporada, assumiu de imediato o posto de titular no então campeão nacional e europeu, com a missão de ser o novo maestro do time.
Em um de seus primeiros jogos com a nova camisa, o Porto venceu o arquirrival Benfica e levantou a Supertaça de Portugal. Era o primeiro título que o jogador conquistaria no clube. O mais importante deles veio ainda em 2004, quando a equipe portuguesa bateu os colombianos do Once Caldas na final da Copa Europeia/Sul-Americana, torneio que antecedeu o Mundial de Clubes e reunia o campeão europeu e o campeão sul-americano de cada ano.
Por conta de suas boas atuações na Primeira Liga e na Liga dos Campeões da UEFA, Diego foi agraciado pelos torcedores do Porto com o "Troféu Dragão", dado ao destaque da temporada.
Em seu segundo ano no clube, o meia ajudou o time a conquistar a Primeira Liga e a Taça de Portugal da temporada 2005–06. Neste mesmo ano, Diego foi homenageado pelo Santos, que batizou com seu nome o Campo 2 do CT Meninos da Vila, destinado às categorias de base do alvinegro.

### Werder Bremen

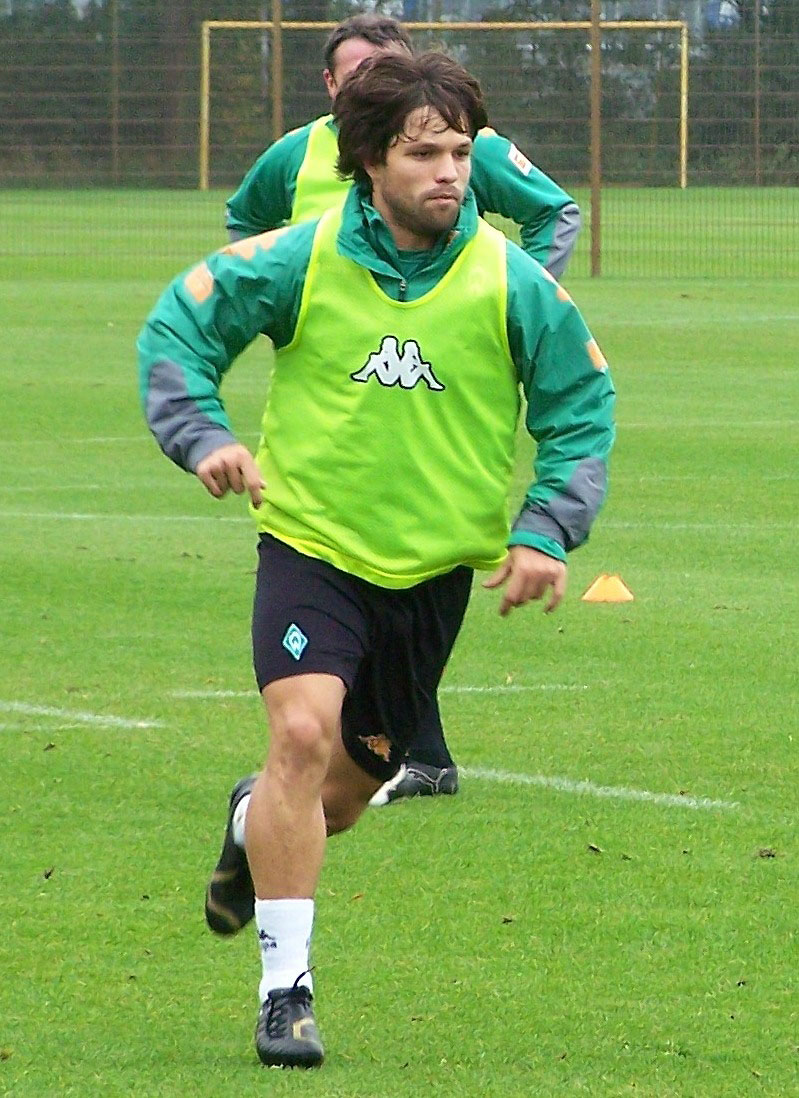
No Werder Bremen.

Em 20 de maio de 2006, foi contratado pelo Werder Bremen, da Alemanha. O clube germânico pagou seis milhões de euros pelo jogador, que assinou por quatro anos.
Logo em sua primeira temporada Diego mostrou a que veio. Foi campeão da Copa da Liga Alemã, eleito o melhor jogador do primeiro turno da Bundesliga e, posteriormente, melhor jogador da temporada 2006–07, recebendo elogios até de Franz Beckenbauer. Com atuações convincentes e lances geniais, como o gol marcado contra o Alemannia Aachen desde o campo de defesa, Diego se transformou rapidamente em ídolo no clube e mania na Alemanha.
Na temporada seguinte, o meia seguiu brilhando e levou o Werder Bremen ao vice-campeonato da Bundesliga, atrás do poderoso Bayern de Munique, passando a ser cobiçado por gigantes europeus, como a Juventus e o Real Madrid.
Em seu terceiro ano no clube, o destaque ficou pelo desempenho do Werder e de seu camisa 10 na Copa da UEFA. Com seis gols em oito jogos, Diego conduziu o time a sua primeira final na competição, da qual ficou de fora pelo acúmulo de cartões amarelos. Na decisão, a equipe alemã sentiu falta de seu principal jogador e perdeu o título para o Shakhtar Donetsk na prorrogação.
Poucos dias depois do vice-campeonato europeu, o meia brasileiro ajudou o Werder Bremen a se reerguer e conquistar a Copa da Alemanha, vencendo o Bayer Leverkusen na final por 1 a 0. Foi a última partida do brasileiro, que se despediu do clube em grande estilo com o passe para o gol do título. Era o desfecho perfeito após três anos mágicos.

### Juventus

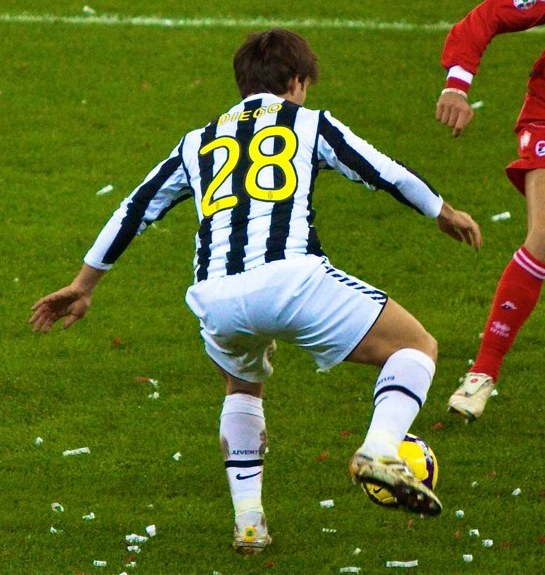
Atuando pela Juventus.

Em 26 de maio de 2009, depois de dois anos observando o meia brasileiro, a Juventus anunciou sua contratação por cinco temporadas, desembolsando 24,5 milhões de euros pelo atleta.
A primeira partida de Diego pelo clube foi o amistoso contra o Seongnam Ilhwa, da Coreia do Sul, no qual o jogador desequilibrou ao marcar um gol e dar o passe para o tento de Mauro Camoranesi, ajudando a equipe a vencer por 3 a 0. Em sua estreia pela Serie A, voltou a se destacar com uma assistência para o gol de Vincenzo Iaquinta, na vitória da Juve por 1 a 0 sobre o Chievo. Os primeiros gols no Calcio vieram no jogo seguinte, anotando duas vezes na vitória por 3 a 1 sobre a Roma, em 30 de agosto de 2009. O jogador manteve o começo avassalador nas rodadas que se seguiram, até sofrer uma lesão que o afastou por cerca de duas semanas. Ao retornar aos gramados, não conseguiu ter a mesma regularidade, oscilando junto com o time que terminou em sétimo lugar.
No começo da temporada 2010–11, a mudança de comando na equipe e consequente alteração tática realizada pelo novo treinador, o italiano Luigi Delneri, acabou proporcionando a saída de jogadores que atuavam como meias de ligação, como Diego, que ficaram sem espaço no esquema idealizado pelo técnico. Antes de deixar a Velha Senhora, o jogador conquistou o Troféu Luigi Berlusconi, torneio de pré-temporada disputado anualmente contra o Milan.

### Wolfsburg
Em 27 de agosto de 2010, o jogador acertou seu retorno ao futebol alemão, assinando um contrato de quatro anos com o Wolfsburg. O valor da transferência girou em torno de 15 milhões de euros, mas o meia não conseguiu repetir o sucesso de sua primeira passagem pelo país.
No último jogo da temporada 2010–11, insatisfeito por não ter sido relacionado entre os titulares do Wolfsburg para esta partida, o jogador abandonou a concentração antes do jogo e foi multado. Ao fim da temporada, Diego foi afastado pelo treinador Felix Magath por indisciplina.

### Empréstimo ao Atlético de Madrid
No último dia da temporada de transferências, Diego ingressou no Atlético de Madrid por um empréstimo de uma temporada. Em 10 de setembro de 2011, ele estreou no Atlético contra o Valencia. Ele marcou seu primeiro gol pelos Colchoneros numa vitória de 2 a 0 contra o Celtic, pela Liga Europa, onde também deu assistência para Radamel Falcao García abrir o placar.
Como jogador principal do Atlético, Diego prestou assistência e se estabeleceu no primeiro time. Mas em 19 de fevereiro de 2012, contra o Sporting de Gijón, Diego sofreu uma lesão no tendão no segundo semestre. Foi anunciado que o meia ficaria fora por um mês. Depois de um mês, Diego recuperou-se de uma lesão e voltou ao treinamento. O brasileiro fez seu retorno no dia 26 de março de 2012, contra o Zaragoza. 
O lateral Juanfran, seu companheiro de equipe no Atlético, revelou que Diego queria ficar em Madri em vez de voltar para a Alemanha, mas confessou que seria difícil para o clube comprá-lo imediatamente. Diego admitiu que seu tempo no Atlético foi "mágico", afirmando que seu tempo na Espanha foi mais do que ele poderia esperar: "Esta temporada foi positiva tanto no nível individual quanto no coletivo, e estou muito satisfeito." e fez uma mensagem de despedida para os fãs do clube, dizendo-lhes sobre o clube fará parte de sua vida.

### Retorno ao Wolfsburg
Após o período de empréstimo ao Atlético de Madrid na temporada 2011–12, no qual foi campeão da Liga Europa e despertou interesse do clube em uma proposta de transferência, Diego voltou ao Wolfsburg como titular para a temporada 2012–13 e 2013–14.

### Atlético de Madrid
Em 31 de janeiro de 2014, no último dia de janela de transferências, Diego foi anunciado como novo reforço do Atlético de Madrid, desta vez em definitivo, até o final da temporada. Em sua reestreia pelos Colchoneros, Diego marcou um dos gols na goleada por 4 a 0 na Real Sociedad. No dia 1 de abril, fez o gol do empate por 1 a 1 contra o Barcelona pela Liga dos Campeões.

### Fenerbahçe
Em 27 de maio de 2014, acertou com o Fenerbahçe por três anos. Rescindiu seu contrato com a equipe turca pouco mais de dois anos depois, no dia 19 de julho de 2016.

### Flamengo

#### 2016
Após 12 anos na Europa, Diego retornou ao Brasil e assinou com o Flamengo. Dois dias após o anúncio do acordo com o atleta, as ações realizadas nas redes sociais do Flamengo envolvendo sua contratação alcançaram mais de 5 milhões de pessoas, passando a ser o recorde de visualizações dos canais do clube na internet. Para se ter uma ideia, só uma foto do jogador teve quase 100 mil acessos. Durante todo o dia do anúncio de sua contratação, Diego ficou nos "trending topics" do Twitter.
Acostumado a vestir a camisa 10, Diego não pode vesti-la no Flamengo, já que o clube usa numeração fixa e a camisa 10 já pertencia a Ederson. Assim, Diego optou pelo número 35, em referência às idades dos filhos Matteo e Davi, respectivamente, com 3 e 5 anos à época que ele chegou ao clube. Na Copa Sul-Americana, como Ederson estava lesionado e não foi inscrito para a competição, Diego usou a camisa 10.
Após algumas semanas se recondicionando fisicamente, estreou pelo Flamengo em partida contra o Grêmio, marcando um dos gols na vitória por 2 a 1. No jogo seguinte, contra a Chapecoense, na Arena Condá, voltou a balançar as redes, na vitória por 3 a 1.
Logo em seus três primeiros jogos com a camisa rubro-negra, Diego já mostrou que o investimento que o clube fez em seu futebol - e a empolgação da torcida - valeu a pena, chamando o jogo e virando o "dono da bola" no time rubro-negro. Diego voltou a marcar um gol de pênalti, na vitória do Flamengo sobre o Figueirense por 2 a 0.
O meia foi um dos destaques do Flamengo no segundo semestre de 2016, e acabou conquistando o prêmio de melhor meia direita do Campeonato Brasileiro, no fim da temporada.

#### 2017
Em 25 de fevereiro, pela semifinal da Taça Guanabara, Diego marcou um gol de pênalti, na vitória do Flamengo por 1 a 0 sobre o Vasco da Gama, sendo assim seu primeiro gol em clássicos desde que chegou ao Rubro-Negro. Camisa 35 do Flamengo, Diego usou o número 10 na Libertadores, já que a CONMEBOL só permite numeração até 30. Em 8 de março, na vitória do Flamengo por 4 a 0 sobre o San Lorenzo, pela Copa Libertadores, Diego marcou um golaço após uma bela cobrança de falta, além de participar diretamente dos outros dois gols anotados por Gabriel e Rômulo.
Nos 26 primeiros jogos que fez com a camisa rubro-negra, é possível perceber que Diego mudou o patamar da equipe. Em um levantamento feito pelo FOX Sports, nos 26 jogos imediatamente antes de Diego chegar, o Flamengo venceu 13 jogos, empatou quatro e perdeu nove; um aproveitamento de apenas 55,1% dos pontos ganhos. Já com o meia em campo, o percentual sobe para impressionantes 78,2% (18 vitórias, sete empates e apenas uma derrota). Mas não só isso. Diego tem sido elogiado pelo seu papel como "ídolo", o qual ele acabou abraçando, e vivendo intensamente o clube.
Em 12 de abril, na partida da Libertadores em que o Flamengo venceu o Atlético-PR por 2 a 1 no Maracanã, Diego marcou um dos gols e foi o melhor da equipe em campo. Apesar disso, foi neste jogo que Diego acabou sofrendo uma entorse no joelho direito, que causou lesões no ligamento colateral medial e no menisco medial, e por isso teve que passar por uma cirurgia, ficando afastado dos gramados por um mês e meio Diego só voltaria a jogar no dia 4 de junho, na partida contra o Botafogo, válida pelo Brasileirão. Até então, ele era considerado o melhor jogador do torneio continental.
Por conta desta lesão, Diego não participou da semifinal e dos dois jogos da final do Campeonato Carioca, em que o Flamengo sagrou-se campeão invicto, sendo este seu primeiro título com a camisa do clube. Suas boas atuações no torneio lhe garantiram uma vaga na Seleção do Campeonato Carioca de 2017 como melhor meia.
Em 22 de junho, na partida que o Flamengo goleou a Chapecoense por 5 a1, Diego fez a sua melhor atuação no ano. Pela primeira vez o meia marcou duas vezes numa única partida pelo clube (sendo o primeiro deles um golaço), e, além dos dois gols, ele ainda deu uma assistência para Paolo Guerrero marcar um. A última vez que Diego havia marcado duas vezes numa única partida havia sido em 11 de novembro de 2011, na vitória do Wolfsburg contra o Bayer Leverkusen.
Em 23 de agosto, na semana em que completava um ano de Flamengo, Diego fez o gol decisivo na partida em que o Flamengo derrotou o Botafogo por 1 a 0, no Maracanã, na partida de volta da Copa do Brasil, classificando o Fla para a final deste certame. Após linda jogada de Orlando Berrío - que acreditou em um lance que parecia perdido e deu uma meia-lua de letra em Victor Luis - a bola chegou até Diego, que não perdoou e, mesmo com a frente congestionada, finalizou bem e colocou o Mengão na frente aos 25 minutos de jogo. Diego considerou este tento (que foi seu 17º pelo clube), como o seu gol mais importante já feito vestindo a camisa rubro-negra.
| “ | "Foi o meu gol mais importante. Aos 32 anos, já tive momentos bem especiais aqui. São sensações novas, desafiadoras e prazerosas. Esse gol tem um peso". | ” |

#### 2018

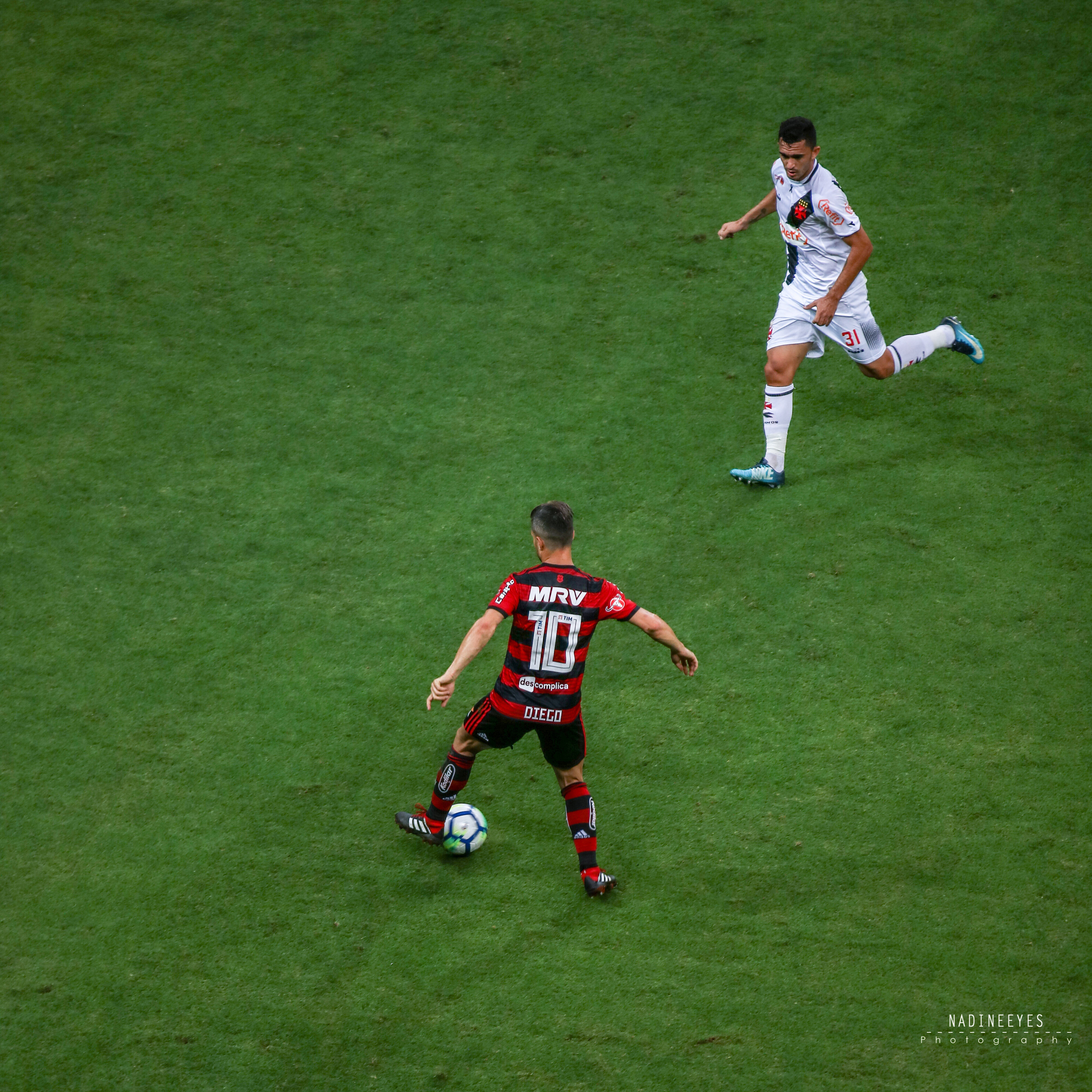
Em um clássico contra o Vasco da Gama, pela Série A, em 2018.

Após um início de ano bom, onde esteve cotado para ser convocado para a Copa do Mundo, Diego não viveu um bom momento no segundo semestre, chegando inclusive a ser reserva. Problemas físicos, que o incomodavam há mais de um ano, estavam atrapalhando seu desempenho dentro de campo.
Contestado pela mídia e pela torcida (as principais críticas se deram pelas atuações discretas em jogos importantes), sua saída parecia iminente, já que chegou a receber uma proposta financeiramente interessante do Orlando City.

#### 2019
Em janeiro, renovou seu contrato com o clube até dezembro de 2020.
No dia 3 de fevereiro, além de dar uma assistência, ele marcou um golaço de bicicleta, na goleada por 4 a 0 diante da Cabofriense, no Maracanã.
Em 24 de julho, na partida de ida contra o Emelec, válida pelas oitavas de final da Libertadores, Diego sofreu uma grave lesão (fratura no tornozelo esquerdo), após tomar um carrinho por trás de um zagueiro adversário. Retornou aos gramados apenas três meses depois, quando entrou no 2º tempo da histórica partida em que o Flamengo goleou o Grêmio por 5 a 0 nas semifinais da Libertadores.
Na final da Libertadores da América, Diego saiu do banco para substituir o lesionado Gerson no segundo tempo quando o Flamengo perdia a decisão por 1 a 0, sendo posteriormente um dos principais personagens da virada e título rubro-negro após 38 anos de espera. Sua entrada mudou o jogo, e o Flamengo passou a dominar as ações ofensivas. Além disso, foi ele quem deu o lançamento que culminou no segundo gol de Gabriel Barbosa.
Roteiro semelhante ao da final da Libertadores da América aconteceu na semifinal da Copa do Mundo de Clubes da FIFA, contra o Al-Hilal. Diego saiu do banco para substituir o Gerson no segundo tempo, e foi decisivo em dois dos três gols do Flamengo no jogo.

#### 2020
Foi uma peça importante no time que conquistou o bicampeonato brasileiro. Com a chegada do técnico Rogério Ceni, foi recuado para atuar como primeiro volante, melhorando a saída de bola da equipe. Ele voltou a ser titular da equipe, e com essa mudança, o Flamengo voltou a jogar bem e conseguiu finalmente alcançar a liderança e o título do Campeonato Brasileiro. Também atingiu a marca de 200 jogos pelo clube, no empate de 0–0 com o Fortaleza na 27ª rodada do Brasileirão, em 26 de dezembro.

#### 2021
Em 2021, continuou atuando como primeiro volante. Em sua primeira partida de volta ao time, no jogo contra o Bangu, válido pela 7° rodada do Campeonato Carioca, Diego deu duas assistências, sendo a primeira um cruzamento para Bruno Henrique cabecear no primeiro gol, e depois para Arrascaeta marcar o segundo. O Flamengo venceu por 3 a 0.
No jogo seguinte, contra o Madureira, válido pela 8.ᵃ rodada, Diego marcou um dos gols na goleada de 5 a 1, após receber passe de Mauricio Isla.
Um exemplo de como a mudança de posição para primeiro volante fez bem a Diego foi um lance ocorrido na Supercopa do Brasil, contra o Palmeiras, quando ele salvou uma bola em cima da linha. Em 31 de julho, Diego ganhou o prêmio "Faz Diferença" do jornal Globo, na categoria "Esportes", por juntamente com sua esposa ajudar no engajamento da prevenção ao suicídio e pela participação em campanhas de conscientização sobre o problema.
Em 17 de novembro, Diego completou 250 jogos com a camisa no Flamengo na vitória de 1–0 sobre o Corinthians, na 32.ª rodada do Campeonato Brasileiro.

#### 2022
Fez o último gol do Flamengo na vitória de 5–0 sobre o Nova Iguaçu, na 6.ª rodada do Campeonato Carioca, em 13 de fevereiro. Diego fez seu segundo gol na temporada em uma vitória de 2 a 0 do Fla contra o Coritiba.Um dia após o gol contra o Coxa, Diego confirmou que sairia do Flamengo no fim da temporada. 
| “                         | A decisão é óbvia. Toda energia, tudo que eu vivi pelo Flamengo... O Flamengo me completa, então é aqui que eu quero viver essa reta final. Queria comunicar e transmitir para todos os torcedores, que tanto amo e respeito, para que a gente possa viver esses últimos meses. São 32 jogos que a gente tem pela frente e eu quero viver como sempre vivi: intensamente cada jogo, da melhor maneira possível e continuar sendo feliz, como sempre fui nesse clube. | ” |
| — Em entrevista coletiva, | |   |

#### Aposentadoria
Em 5 de novembro de 2022, anunciou em suas redes sociais que iria se aposentar no final do mesmo ano.
Aos 11 minutos do segundo tempo do jogo Flamengo 1–2 Avaí, em 12 de novembro de 2022, se despediu do futebol profissional para mais de 60 mil pessoas no Maracanã, ao ser substituído, passou a camisa 10 a Gabi, ainda dentro de campo.
O jogador deixou o Flamengo de onde foi contratado, em 2016. O meia disputou 288 jogos com a camisa rubro-negra e fez 44 gols. Nestas sete temporadas, o camisa 10 da Gávea conquistou 12 títulos ficando somente atrás de Zico e Júnior na lista dos jogadores que mais venceram campeonatos pelo Rubro-Negro.

## Seleção Nacional

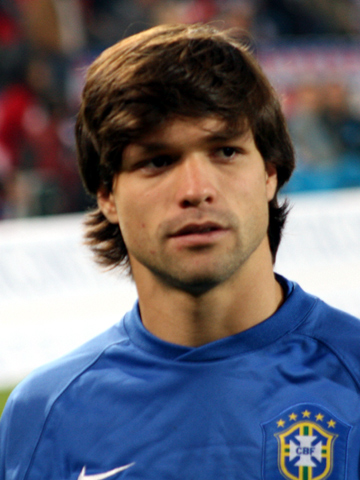
Na Seleção Brasileira, em 2006.

### Principal
Após várias passagens pelas categorias de base da Seleção Brasileira, Diego foi convocado a primeira vez pelo time principal para um amistoso contra o México, no dia 30 de abril de 2003. A partir de então, passou a ser nome frequente na lista de relacionados para servir o Brasil.

### Copa América de 2004
Em 2004 foi convocado por Carlos Alberto Parreira para a Copa América. Na final da competição, Diego iniciou a jogada que resultou no gol de empate do Brasil e levou a partida contra a Argentina para as penalidades. Na disputa por pênaltis, o meia converteu a terceira cobrança da Seleção, que venceu a disputa por 4 a 2 e conquistou assim o título do torneio.

### Era Dunga
Em 1 de junho de 2007, Diego marcou seu primeiro gol pela Seleção num amistoso contra a Inglaterra, evitando a derrota brasileira no jogo que marcou a inauguração do novo Estádio de Wembley. 

### Copa América de 2007
Ainda em 2007, o meia fez parte do elenco bicampeão da Copa América. Atuou em apenas um jogo como titular, sendo pouco aproveitado pelo técnico Dunga.

### Olimpíadas de 2008
Se teve poucas oportunidades em sua segunda Copa América, Diego viveu situação inversa nos Jogos Olímpicos realizados na China, em 2008. Participando dos seis confrontos do Brasil na competição, marcou dois gols (sendo um deles na disputa pelo bronze) e distribuiu três assistências, a mais importante e bonita delas também na decisão pelo 3° lugar, ajudando a Seleção a vencer a Bélgica por 3 a 0.
Também foi testado por Dunga durante as Eliminatórias para a Copa do Mundo FIFA de 2010, atuando em cinco partidas. Entretanto, não foi incluído na lista final dos 23 jogadores convocados para o torneio.

### Retorno à Seleção com Tite
Depois de sete anos de ausência, no dia 19 de janeiro de 2017, Diego foi novamente convocado para a Seleção Brasileira. Neste dia o técnico Tite divulgou uma lista com 23 nomes para o chamado Jogo da Amizade. Como este amistoso contra a Colômbia foi agendado fora da data FIFA, apenas atletas que atuam no futebol brasileiro foram convocados.
No dia 3 de março de 2017, foi convocado para as partidas contra Uruguai e Paraguai. Em 15 de setembro de 2017, Diego ainda foi convocado por Tite para as partidas contra Bolívia e Chile pelas Eliminatórias da Copa do Mundo FIFA de 2018.

## Comentarista
Após deixar sua carreira de futebolista, Diego passou a trabalhar como comentarista de futebol, fez sua estreia já em um jogo de Copa do Mundo, ao lado de Cléber Machado e Ricardinho na transmissão de Argentina x Arábia Saudita, no Grupo C da Copa do Mundo FIFA de 2022. Hoje é comentarista da Globo.

## Estatísticas
Atualizadas até 1 de maio de 2022.

### Clubes
| Equipe             | Temporada         | Campeonato nacional | Campeonato nacional | Campeonato nacional | Copa nacional[a] | Copa nacional[a] | Copa nacional[a] | Competições continentais[b] | Competições continentais[b] | Competições continentais[b] | Outros torneios[c] | Outros torneios[c] | Outros torneios[c] | Total | Total | Total   |
| Equipe             | Temporada         | Jogos               | Gols                | Assist.             | Jogos            | Gols             | Assist.          | Jogos                       | Gols                        | Assist.                     | Jogos              | Gols               | Assist.            | Jogos | Gols  | Assist. |
| ------------------ | ----------------- | ------------------- | ------------------- | ------------------- | ---------------- | ---------------- | ---------------- | --------------------------- | --------------------------- | --------------------------- | ------------------ | ------------------ | ------------------ | ----- | ----- | ------- |
| Santos             | 2002              | 28                  | 10                  | 4                   | 3                | 1                | 0                | —                           | —                           | —                           | 11                 | 2                  | 0                  | 42    | 13    | 4       |
| Santos             | 2003              | 33                  | 9                   | 10                  | —                | —                | —                | 18                          | 4                           | 5                           | 6                  | 1                  | 0                  | 57    | 14    | 15      |
| Santos             | 2004              | 9                   | 4                   | 2                   | —                | —                | —                | 9                           | 4                           | 4                           | 10                 | 0                  | 0                  | 28    | 11    | 6       |
| Santos             | Total             | 70                  | 23                  | 16                  | 3                | 1                | 0                | 27                          | 11                          | 9                           | 27                 | 3                  | 0                  | 127   | 38    | 25      |
| Porto              | 2004–05           | 30                  | 3                   | 0                   | 1                | 0                | 0                | 6                           | 1                           | 0                           | 2                  | 0                  | 0                  | 39    | 4     | 0       |
| Porto              | 2005–06           | 18                  | 1                   | 1                   | 2                | 1                | 0                | 4                           | 1                           | 0                           | —                  | —                  | —                  | 24    | 3     | 1       |
| Porto              | Total             | 48                  | 4                   | 1                   | 3                | 1                | 0                | 10                          | 2                           | 0                           | 2                  | 0                  | 0                  | 63    | 7     | 1       |
| Werder Bremen      | 2006–07           | 33                  | 13                  | 14                  | 3                | 0                | 0                | 14                          | 2                           | 2                           | —                  | —                  | —                  | 50    | 15    | 16      |
| Werder Bremen      | 2007–08           | 30                  | 13                  | 11                  | 3                | 1                | 1                | 15                          | 5                           | 4                           | —                  | —                  | —                  | 48    | 19    | 16      |
| Werder Bremen      | 2008–09           | 21                  | 12                  | 7                   | 5                | 2                | 3                | 13                          | 7                           | 1                           | —                  | —                  | —                  | 39    | 21    | 11      |
| Werder Bremen      | Total             | 84                  | 38                  | 32                  | 11               | 3                | 4                | 42                          | 14                          | 7                           | 0                  | 0                  | 0                  | 137   | 55    | 43      |
| Juventus           | 2009–10           | 33                  | 5                   | 11                  | 2                | 2                | 1                | 9                           | 0                           | 4                           | —                  | —                  | —                  | 44    | 7     | 16      |
| Juventus           | 2010–11           | —                   | —                   | —                   | —                | —                | —                | 3                           | 0                           | 2                           | —                  | —                  | —                  | 3     | 1     | 2       |
| Juventus           | Total             | 33                  | 5                   | 11                  | 2                | 2                | 1                | 12                          | 0                           | 6                           | 0                  | 0                  | 0                  | 47    | 8     | 18      |
| Wolfsburg          | 2010–11           | 30                  | 6                   | 9                   | 2                | 0                | 1                | —                           | —                           | —                           | —                  | —                  | —                  | 32    | 6     | 10      |
| Wolfsburg          | Total             | 30                  | 6                   | 9                   | 2                | 0                | 1                | 0                           | 0                           | 0                           | 0                  | 0                  | 0                  | 32    | 6     | 10      |
| Atlético de Madrid | 2011–12           | 30                  | 3                   | 5                   | 1                | 0                | 0                | 12                          | 3                           | 9                           | —                  | —                  | —                  | 43    | 6     | 14      |
| Atlético de Madrid | Total             | 30                  | 3                   | 5                   | 1                | 0                | 0                | 12                          | 3                           | 9                           | 0                  | 0                  | 0                  | 43    | 6     | 14      |
| Wolfsburg          | 2012–13           | 32                  | 10                  | 6                   | 5                | 3                | 2                | —                           | —                           | —                           | —                  | —                  | —                  | 37    | 13    | 8       |
| Wolfsburg          | 2013–14           | 15                  | 3                   | 2                   | 3                | 2                | 1                | —                           | —                           | —                           | —                  | —                  | —                  | 18    | 5     | 3       |
| Wolfsburg          | Total             | 47                  | 13                  | 8                   | 8                | 5                | 3                | 0                           | 0                           | 0                           | 0                  | 0                  | 0                  | 55    | 18    | 11      |
| Atlético de Madrid | 2013–14           | 13                  | 1                   | 1                   | 2                | 0                | 0                | 4                           | 1                           | 0                           | —                  | —                  | —                  | 19    | 2     | 1       |
| Atlético de Madrid | Total             | 13                  | 1                   | 1                   | 2                | 0                | 0                | 4                           | 1                           | 0                           | 0                  | 0                  | 0                  | 19    | 2     | 1       |
| Fenerbahçe         | 2014–15           | 25                  | 3                   | 6                   | 5                | 2                | 1                | —                           | —                           | —                           | —                  | —                  | —                  | 30    | 5     | 7       |
| Fenerbahçe         | 2015–16           | 28                  | 2                   | 5                   | 7                | 1                | 1                | 10                          | 0                           | 0                           | —                  | —                  | —                  | 45    | 4     | 6       |
| Fenerbahçe         | Total             | 53                  | 5                   | 11                  | 12               | 3                | 2                | 10                          | 0                           | 0                           | 0                  | 0                  | 0                  | 75    | 9     | 13      |
| Flamengo           | 2016              | 17                  | 6                   | 3                   | —                | —                | —                | 1                           | 0                           | 0                           | —                  | —                  | —                  | 18    | 6     | 3       |
| Flamengo           | 2017              | 27                  | 10                  | 2                   | 6                | 1                | 1                | 11                          | 3                           | 2                           | 10                 | 4                  | 2                  | 54    | 18    | 7       |
| Flamengo           | 2018              | 26                  | 6                   | 3                   | 4                | 0                | 0                | 7                           | 0                           | 1                           | 10                 | 4                  | 1                  | 47    | 10    | 5       |
| Flamengo           | 2019              | 16                  | 1                   | 1                   | 4                | 0                | 0                | 9                           | 1                           | 1                           | 16                 | 3                  | 3                  | 45    | 5     | 5       |
| Flamengo           | 2020              | 26                  | 1                   | 2                   | 0                | 0                | 0                | 7                           | 0                           | 0                           | 14                 | 1                  | 3                  | 47    | 2     | 5       |
| Flamengo           | 2021              | 19                  | 0                   | 1                   | 6                | 0                | 0                | 9                           | 0                           | 1                           | 8                  | 1                  | 2                  | 42    | 1     | 4       |
| Flamengo           | 2022              | 19                  | 1                   | 0                   | 5                | 0                | 0                | 6                           | 0                           | 0                           | 6                  | 1                  | 0                  | 36    | 2     | 0       |
| Flamengo           | Total             | 150                 | 25                  | 12                  | 25               | 1                | 1                | 51                          | 4                           | 5                           | 64                 | 14                 | 11                 | 289   | 44    | 29      |
| Total na carreira  | Total na carreira | 558                 | 123                 | 106                 | 68               | 16               | 12               | 167                         | 32                          | 36                          | 93                 | 17                 | 11                 | 890   | 193   | 165     |

- a. ^ Jogos da Copa do Brasil, Taça de Portugal, Copa da Alemanha, Copa da Liga Alemã, Copa da Itália, Copa do Rei e Copa da Turquia
- b. ^ Jogos da Copa Libertadores da América, Copa Sul-Americana, Liga dos Campeões da UEFA, Liga Europa da UEFA e Recopa Sul-Americana
- c. ^ Jogos do Torneio Rio–São Paulo, Campeonato Paulista, Supertaça Cândido de Oliveira, Copa Intercontinental, Campeonato Carioca, Primeira Liga do Brasil, Copa do Mundo de Clubes da FIFA, Supercopa do Brasil e amistosos

### Seleção Brasileira
Abaixo estão listados todos jogos e gols do futebolista pela Seleção Brasileira, desde as categorias de base. Abaixo da tabela, clique em expandir para ver a lista detalhada dos jogos de acordo com a categoria selecionada.
Sub-17
| Ano   |       |      |         |       |
| Ano   | Jogos | Gols | Assist. | Média |
| ----- | ----- | ---- | ------- | ----- |
| 2001  | 0     | 0    | 0       | 0     |
| Total | 0     | 0    | 0       | 0     |

Sub-21
| Ano   |       |      |         |       |
| Ano   | Jogos | Gols | Assist. | Média |
| ----- | ----- | ---- | ------- | ----- |
| 2002  | 0     | 0    | 0       | 0     |
| Total | 0     | 0    | 0       | 0     |

Sub-23 (Olímpico)
| Ano   |       |      |         |       |
| Ano   | Jogos | Gols | Assist. | Média |
| ----- | ----- | ---- | ------- | ----- |
| 2004  | 7     | 3    | 0       | 0,42  |
| 2008  | 9     | 3    | 0       | 0,33  |
| Total | 16    | 6    | 0       | 0,37  |

|     | Data                  | Local                                                           | Resultado | Adversário      | Gols | Assist. | Competição                          |
| --- | --------------------- | --------------------------------------------------------------- | --------- | --------------- | ---- | ------- | ----------------------------------- |
| 1.  | 7 de janeiro de 2004  | Municipal de Concepción, Concepción, Chile                      | 4–0       | Venezuela       | 1    | 0       | Torneio Pré-Olímpico Sub-23 de 2004 |
| 2.  | 9 de janeiro de 2004  | Municipal de Concepción, Concepción, Chile                      | 3–0       | Paraguai        | 1    | 0       | Torneio Pré-Olímpico Sub-23 de 2004 |
| 3.  | 11 de janeiro de 2004 | Municipal de Concepción, Concepción, Chile                      | 1–1       | Uruguai         | 0    | 0       | Torneio Pré-Olímpico Sub-23 de 2004 |
| 4.  | 15 de janeiro de 2004 | Municipal de Concepción, Concepción, Chile                      | 1–1       | Chile           | 0    | 0       | Torneio Pré-Olímpico Sub-23 de 2004 |
| 5.  | 21 de janeiro de 2004 | Playa Ancha, Valparaíso, Chile                                  | 0–1       | Argentina       | 0    | 0       | Torneio Pré-Olímpico Sub-23 de 2004 |
| 6.  | 23 de janeiro de 2004 | Sausalito, Viña del Mar, Chile                                  | 3–1       | Chile           | 1    | 0       | Torneio Pré-Olímpico Sub-23 de 2004 |
| 7.  | 25 de janeiro de 2004 | Sausalito, Viña del Mar, Chile                                  | 0–1       | Paraguai        | 0    | 0       | Torneio Pré-Olímpico Sub-23 de 2004 |
| 8.  | 22 de junho de 2008   | Raulino de Oliveira, Volta Redonda, Brasil                      | 1–0       | Seleção Carioca | 0    | 0       | Amistoso                            |
| 9.  | 28 de julho de 2008   | Nacional, Kallang, Singapura                                    | 3–0       | Singapura       | 1    | 0       | Amistoso                            |
| 10. | 1 de agosto de 2008   | Nacional My Dinh, Hanói, Vietnã                                 | 2–0       | Vietnã          | 0    | 0       | Amistoso                            |
| 11. | 7 de agosto de 2008   | Olímpico de Shenyang, Shenyang, China                           | 1–0       | Bélgica         | 0    | 0       | Jogos Olímpicos de 2008             |
| 12. | 10 de agosto de 2008  | Olímpico de Shenyang, Shenyang, China                           | 5–0       | Nova Zelândia   | 0    | 0       | Jogos Olímpicos de 2008             |
| 13. | 13 de agosto de 2008  | Centro de Esportes Olímpicos de Qinhuangdao, Qinhuangdao, China | 3–0       | China           | 1    | 0       | Jogos Olímpicos de 2008             |
| 14. | 16 de agosto de 2008  | Olímpico de Shenyang, Shenyang, China                           | 2–0       | Camarões        | 0    | 0       | Jogos Olímpicos de 2008             |
| 15. | 19 de agosto de 2008  | Estádio dos Trabalhadores, Pequim, China                        | 0–3       | Argentina       | 0    | 0       | Jogos Olímpicos de 2008             |
| 16. | 22 de agosto de 2008  | Estádio de Shanghai, Shanghai, China                            | 3–0       | Bélgica         | 1    | 0       | Jogos Olímpicos de 2008             |

Seleção principal
| Ano   |       |      |         |       |
| Ano   | Jogos | Gols | Assist. | Média |
| ----- | ----- | ---- | ------- | ----- |
| 2003  | 7     | 2    | 0       | 0,28  |
| 2004  | 5     | 0    | 0       | 0,00  |
| 2006  | 1     | 0    | 0       | 0,00  |
| 2007  | 12    | 1    | 1       | 0,16  |
| 2008  | 14    | 6    | 1       | 0,50  |
| 2017  | 1     | 0    | 0       | 0,00  |
| Total | 40    | 9    | 2       | 0,27  |

|     | Data                   | Local                                              | Resultado | Adversário     | Gols | Assist. | Competição                         |
| --- | ---------------------- | -------------------------------------------------- | --------- | -------------- | ---- | ------- | ---------------------------------- |
| 1.  | 30 de abril de 2003    | Jalisco, Guadalajara, México                       | 0–0       | México         | 0    | 0       | Amistoso                           |
| 2.  | 12 de julho de 2003    | Azteca, Cidade do México, México                   | 0–1       | México         | 0    | 0       | Copa Ouro da CONCACAF de 2003      |
| 3.  | 14 de julho de 2003    | Azteca, Cidade do México, México                   | 2–1       | Honduras       | 1    | 0       | Copa Ouro da CONCACAF de 2003      |
| 4.  | 18 de julho de 2003    | Miami Orange Bowl, Miami, Estados Unidos           | 2–0       | Colômbia       | 0    | 0       | Copa Ouro da CONCACAF de 2003      |
| 5.  | 22 de julho de 2003    | Miami Orange Bowl, Miami, Estados Unidos           | 2–1       | Estados Unidos | 1    | 0       | Copa Ouro da CONCACAF de 2003      |
| 6.  | 26 de julho de 2003    | Azteca, Cidade do México, México                   | 0–1       | México         | 0    | 0       | Copa Ouro da CONCACAF de 2003      |
| 7.  | 7 de setembro de 2003  | Metropolitano, Barranquilla, Colômbia              | 2–1       | Colômbia       | 0    | 0       | Elim. Copa do Mundo de 2006        |
| 8.  | 8 de junho de 2004     | Monumental da UNS, Arequipa, Peru                  | 1–0       | Chile          | 0    | 0       | Copa América de 2004               |
| 9.  | 11 de junho de 2004    | Monumental da UNS, Arequipa, Peru                  | 4–1       | Costa Rica     | 0    | 0       | Copa América de 2004               |
| 10. | 14 de junho de 2004    | Monumental da UNS, Arequipa, Peru                  | 1–2       | Paraguai       | 0    | 0       | Copa América de 2004               |
| 11. | 21 de junho de 2004    | Nacional do Peru, Lima, Peru                       | 1–1       | Uruguai        | 0    | 0       | Copa América de 2004               |
| 12. | 25 de junho de 2004    | Nacional do Peru, Lima, Peru                       | 2–2       | Argentina      | 0    | 0       | Copa América de 2004               |
| 13. | 15 de novembro de 2006 | St. Jakob-Park, Basileia, Suíça                    | 2–1       | Suíça          | 0    | 0       | Amistoso                           |
| 14. | 6 de fevereiro de 2007 | Emirates, Londres, Inglaterra                      | 0–2       | Portugal       | 0    | 0       | Amistoso                           |
| 15. | 24 de março de 2007    | Ullevi, Gotemburgo, Suécia                         | 4–0       | Chile          | 0    | 0       | Amistoso                           |
| 16. | 27 de março de 2007    | Råsunda, Solna, Suécia                             | 1–0       | Gana           | 0    | 0       | Amistoso                           |
| 17. | 1 de junho de 2007     | Wembley, Londres, Inglaterra                       | 1–1       | Inglaterra     | 1    | 0       | Amistoso                           |
| 18. | 5 de junho de 2007     | Signal Iduna Park, Dortmund, Alemanha              | 0–0       | Turquia        | 0    | 0       | Amistoso                           |
| 19. | 27 de junho de 2007    | Polideportivo Cachamay, Puerto Ordaz, Venezuela    | 0–2       | México         | 0    | 0       | Copa América de 2007               |
| 20. | 4 de julho de 2007     | José Antonio Anzoátegui, Puerto la Cruz, Venezuela | 1–0       | Equador        | 0    | 0       | Copa América de 2007               |
| 21. | 10 de julho de 2007    | José Encarnación Romero, Maracaibo, Venezuela      | 2–2       | Uruguai        | 0    | 0       | Copa América de 2007               |
| 22. | 15 de julho de 2007    | José Encarnación Romero, Maracaibo, Venezuela      | 3–0       | Argentina      | 0    | 0       | Copa América de 2007               |
| 23. | 22 de agosto de 2007   | Stade de la Mosson, Montpellier, França            | 2–0       | Argélia        | 0    | 1       | Amistoso                           |
| 24. | 9 de setembro de 2007  | Soldier Field, Chicago, Estados Unidos             | 4–2       | Estados Unidos | 0    | 0       | Amistoso                           |
| 25. | 17 de outubro de 2007  | Maracanã, Rio de Janeiro, Brasil                   | 5–0       | Equador        | 0    | 0       | Elim. Copa do Mundo de 2010        |
| 26. | 6 de fevereiro de 2008 | Croke Park, Dublin, Irlanda                        | 1–0       | Irlanda        | 0    | 1       | Amistoso                           |
| 27. | 26 de março de 2008    | Emirates, Londres, Inglaterra                      | 1–0       | Suécia         | 0    | 0       | Amistoso                           |
| 28. | 31 de maio de 2008     | CenturyLink Field, Seattle, Estados Unidos         | 3–2       | Canadá         | 1    | 0       | Amistoso                           |
| 29. | 6 de junho de 2008     | Gillette, Foxborough, Estados Unidos               | 4–2       | Venezuela      | 0    | 0       | Amistoso                           |
| 30. | 15 de junho de 2008    | Defensores del Chaco, Assunção, Paraguai           | 0–2       | Paraguai       | 0    | 0       | Elim. Copa do Mundo de 2010        |
| 31. | 18 de junho de 2008    | Mineirão, Belo Horizonte, Brasil                   | 0–0       | Argentina      | 0    | 0       | Elim. Copa do Mundo de 2010        |
| 32. | 7 de setembro de 2008  | Nacional de Chile, Santiago, Chile                 | 3–0       | Chile          | 0    | 0       | Elim. Copa do Mundo de 2010        |
| 33. | 10 de setembro de 2008 | Nilton Santos, Rio de Janeiro, Brasil              | 0–0       | Bolívia        | 0    | 0       | Elim. Copa do Mundo de 2010        |
| 34. | 25 de janeiro de 2017  | Nilton Santos, Rio de Janeiro, Brasil              | 1–0       | Colômbia       | 0    | 0       | Jogo da Amizade: Brasil x Colômbia |

## Títulos
Santos
- Campeonato Brasileiro: 2002[97] e 2004

Porto
- Copa Intercontinental: 2004
- Campeonato Português: 2005–06
- Taça de Portugal: 2005–06
- Supertaça Cândido de Oliveira: 2004

Werder Bremen
- Copa da Alemanha: 2008–09
- Copa da Liga Alemã: 2006

Juventus
- Troféu Luigi Berlusconi: 2010

Atlético de Madrid
- Liga Europa da UEFA: 2011–12
- Campeonato Espanhol: 2013–14

Fenerbahçe
- Supercopa da Turquia: 2014

Flamengo
- Campeonato Carioca: 2017, 2019, 2020 e 2021
- Copa Libertadores da América: 2019 e 2022[98]
- Campeonato Brasileiro: 2019 e 2020
- Supercopa do Brasil: 2020 e 2021
- Recopa Sul-Americana: 2020
- Copa do Brasil: 2022

Seleção Brasileira
- Copa América: 2004 e 2007
- Carlsberg Cup: 2005
- Torneio Internacional de Toulon: 2002
- Campeonato Sul-Americano Sub-17: 2001

### Prêmios individuais
- Seleção do Campeonato Brasileiro: 2002[99] e 2016
- Copa Libertadores da América: 2003 - Jogador mais criativo[100]
- Equipe Ideal da América: 2003
- Troféu Dragão - Melhor jogador do Porto na temporada: 2004
- Jogador do mês da Bundesliga: agosto de 2006, setembro de 2006 e dezembro de 2006
- Melhor jogador da Bundesliga: 2006–07[101]

- Seleção do Campeonato Carioca: 2017
- Bola de Ouro da Copa do Brasil: 2017[102]